# Marc Janko
Marc Janko, född 25 juni 1983 i Wien, Österrike, är en österrikisk fotbollsspelare som spelar för tjeckiska Sparta Prag. Han har också representerat det österrikiska landslaget vid ett flertal tillfällen.